# Stenobelus
Stenobelus là một chi bọ cánh cứng trong họ Belidae.